# Prismatocarpus fruticosus
Prismatocarpus fruticosus är en klockväxtart som först beskrevs av Carl von Linné, och fick sitt nu gällande namn av L'hér. Prismatocarpus fruticosus ingår i släktet Prismatocarpus och familjen klockväxter. Inga underarter finns listade i Catalogue of Life.